# Паул Ерлих
Паул Ерлих (Штрелен, 14. март 1854 — Бад Хомбург, 20. август 1915) је био немачки научник, добитник Нобелове награде за медицину 1908. Познат је по својим радовима из хематологије, имунологије и хемотерапије. Ерлих је предвидео откриће аутоимунитета и назвао га "horror autotoxicus". Аутор је термина "хемотерапија". Такође је аутор концепта "магичног метка", и први је у својим радовима описао баријеру крв-мозак.

## Живот и открића
Рођен у јеврејској породици 14. марта 1854. у Штрелену (Шлезија). Као ученик и студент медицине занимао се за проучавање ткива под микроскопом. 
Докторирао је на Универзитету у Лајпцигу на тему истраживања бојених ткива ("Beiträge zur Theorie und Praxis der histologischen Färbung"). Радећи на клиници Шарите у Берлину, добио је позив од Роберта Коха да пређе на Институт за заразне болести у Берлину. У институт је прешао године 1891. 
Ерлих је провео две године у Египту, опорављајући се од туберкулозе. Касније је радио на развоју серума против дифтерије.
Ове делатности инспирисале су га да дефинише „теорију бочних ланаца“ (Seitenkettentheorie) из 1897. Ова теорија је објаснила дејство серума и омогућила мерење количине антигена. Године 1896. Ерлих је постао директор новооснованог Института за проучавање серума (Institut für Serumforschung und Serumprüfung). Ту је Ерлих проучавао хемотерапију и заразне болести. 
Године 1906. открио је структурну формулу атоксила, једињења које је представљало лек за болест спавања. Заједно са својим учеником Сахаћиро Хатом, 1909. је развио Салварсан, лек против сифилиса. Ово је било епохално откриће које је утрло пут ка открићу других лекова, попут пеницилина и других антибиотика.
Умро је од шлога 1915, у 62-ој години. 

### Теоријамагичног метка
Концепт магичног метка проистекао је из праксе немачких хемичара 19. века, који су селективно бојили различита ткива различитим бојама (контрастима), у сврху анализе ткива и бактерија. Ерлих је сматрао да ако би могао да се издвоји организам изазивач болести, онда би токсин за уништење тог организма могао да се уведе уз помоћ контраста који се прима за тај организам. Отуда, магични метак би селективно уништио само изазивача болести. 
Проблем са овим концептом је у томе што боја агенса нема увек везе са његовим биолошким деловањем. 
У данашњој медицини, овај концепт је добио еквивалент увођењем у праксу моноклоналних антитела.